# Menhir des Fichades

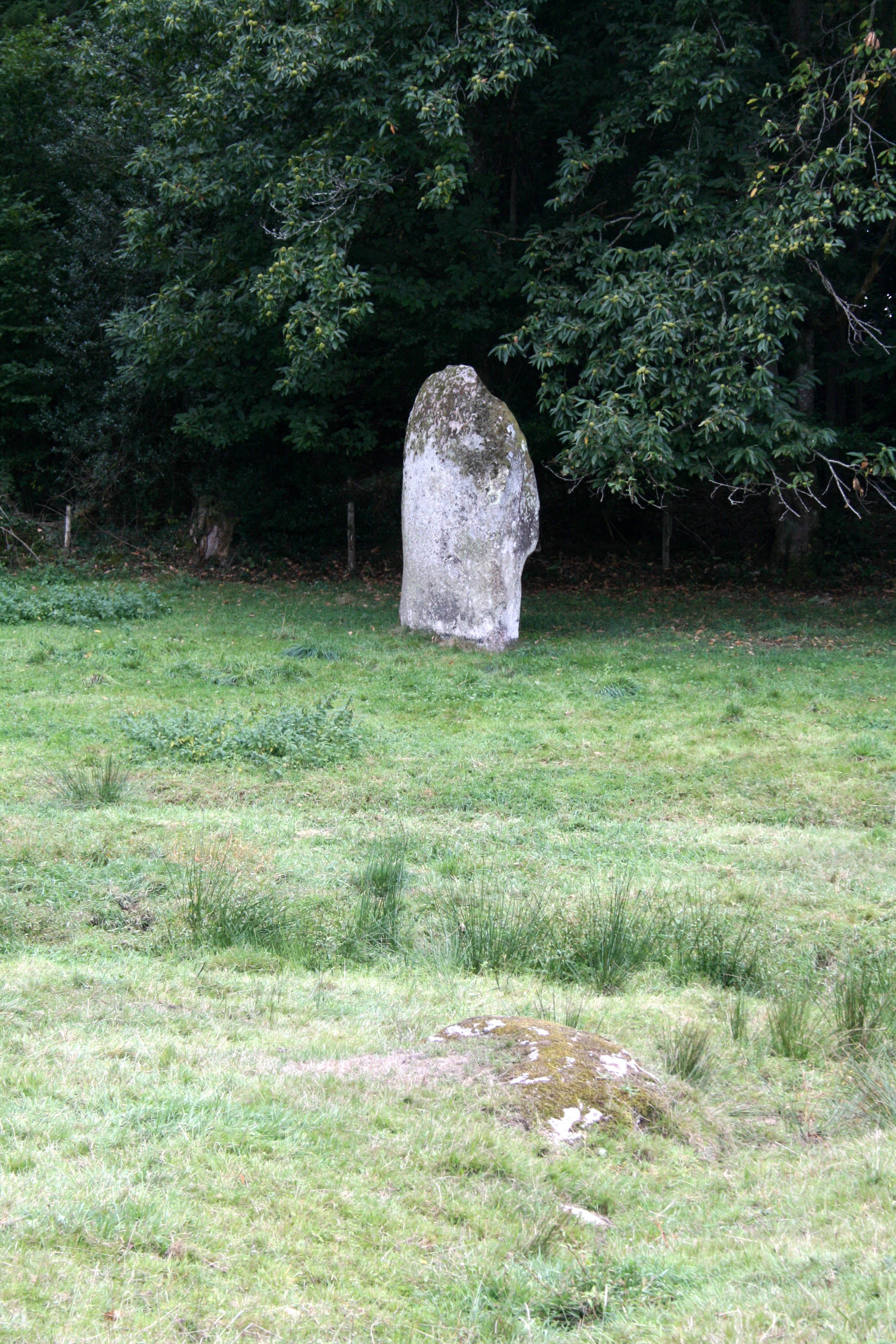
Menhir des Fichades

Der Menhir des Fichades ist ein Menhir auf einem Feld in der Nähe des Waldrandes und des Weilers Grand Bagnol, südlich der Straße D 1 und östlich von Fromental, im Osten des Département Haute-Vienne in Frankreich.
Der etwa 3,55 m hohe Menhir aus weißem Granit steht an einer Stichstraße etwa 400 m südwestlich des Dolmen von Bagnol. 
Der Menhir wurde 1914 von Jean-André Périchon Bey (1860–1929) ausgegraben und 1945 als Monument historique eingestuft.